# Joseph de Castro e Silva
Joseph de Castro e Silva (Ilha de São Miguel, 20 de setembro de 1709 — Aracati, Ceará, aproximadamente em 1780), foi um mercador açoriano que migrou e se estabeleceu no Ceará na segunda década do Século XVIII.

## Biografia
Filho dos também açorianos Manoel Dias da Ponte e Maria Lopes, casou-se com a brasileira Anna Clara da Silva. É o ancestral de todos os Castro e Silva brasileiros. Também conhecido como José de Castro e Silva, não deve ser confundido com o filho ou o neto, ambos políticos e que lhe são homônimos.

## Descendentes
Dentre os descendentes do primeiro José de Castro e Silva, destacam-se seu neto, José de Castro e Silva. O nome exatamente igual dado ao filho e ao neto, sem acompanhamentos do tipo "júnior" ou "neto" era procedimento comum na época. Também descendem do açoriano  a cantora de música popular brasileira Marisa Monte e o escritor e filósofo italobrasileiro Alexey Dodsworth Magnavita de Carvalho